# Шмит (Ајфел)
Шмит (њем. Schmitt) општина је у њемачкој савезној држави Рајна-Палатинат. Једно је од 92 општинска средишта округа Кохем-Цел. Према процјени из 2010. у општини је живјело 153 становника. Посједује регионалну шифру (AGS) 7135078.

## Географски и демографски подаци
Шмит се налази у савезној држави Рајна-Палатинат у округу Кохем-Цел. Општина се налази на надморској висини од 420 метара. Површина општине износи 2,7 km². У самом мјесту је, према процјени из 2010. године, живјело 153 становника. Просјечна густина становништва износи 56 становника/km².